# David Jirka
 David Jirka (* 4. ledna 1982, Jindřichův Hradec) je český veslař, reprezentant České republiky, olympionik, který získal stříbrnou medaili z olympijských her. V Athénách 2004 získal stříbro ve veslování, v párové čtyřce společně s Davidem Kopřivou, Jakubem Hanákem a Tomášem Karasem.